# Powerplay (band)

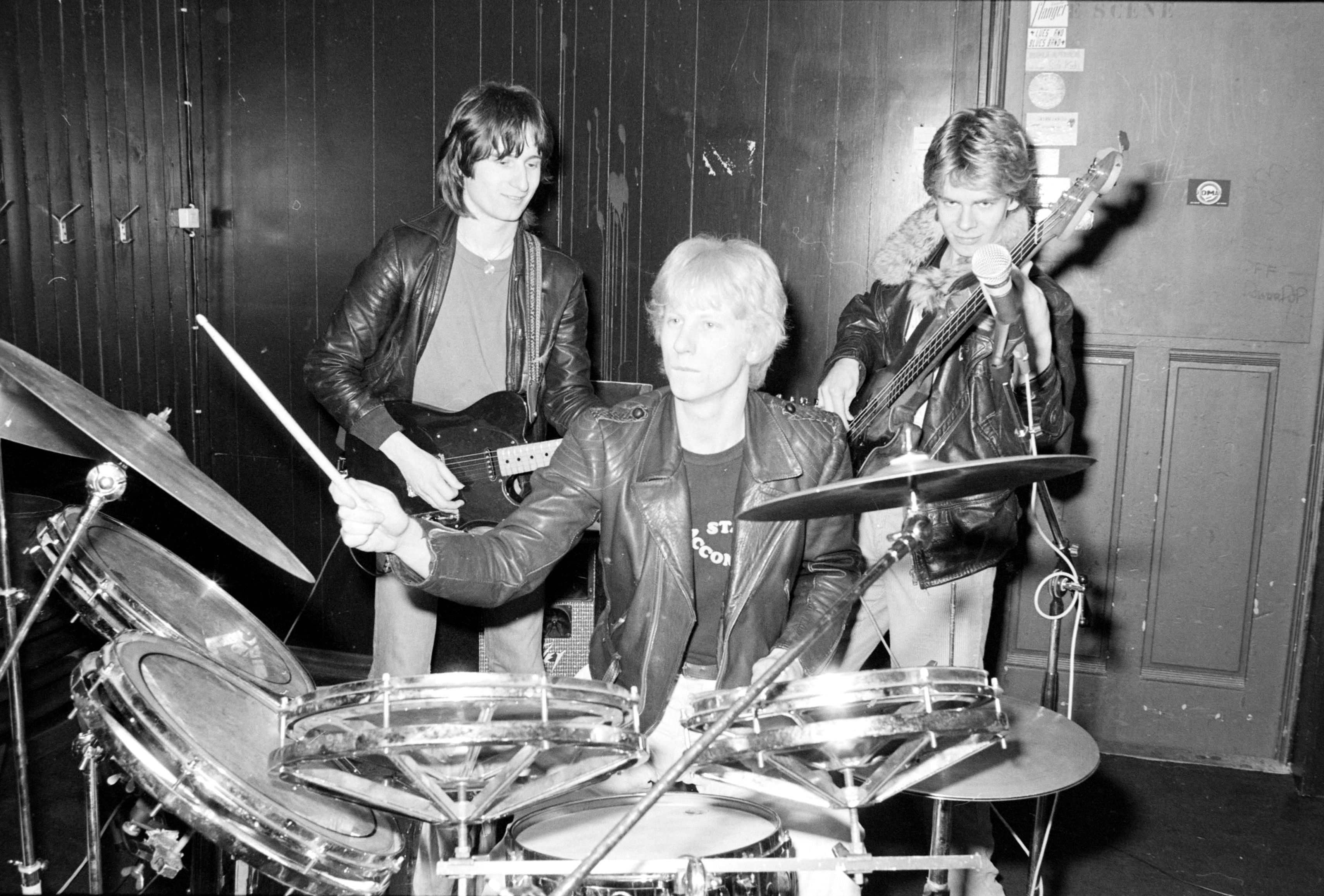
Repetitie groep Power Play, 1981

Powerplay is een rocktrio rond zanger en gitarist Jan van der Meij.

## Biografie
In 1980 richt Jan van der Meij (voormalig Vitesse), samen met drummer Leon Klaasse (voormalig Valley of Dolls en Sweet d'Buster) en bassist Peter van Straten (voormalig Vitesse en Valley of Dolls) het rocktrio Powerplay op. In 1981 treedt het drietal op als voorprogramma van Golden Earring gedurende drie maanden. In 1982 verschijnt het debuutalbum van Powerplay onder de titel Avanti. Deze wordt goed ontvangen. De muziek is door The Beatles geïnspireerde rock. De singles Make it alone en Magic halen de hitparade. De band toert door Europa als voorprogramma van The Go-Go's uit Amerika. In 1983 verschijnt de mini-lp Noises & Voices.
In 1984 verlaten Klaasse en Van Straten de band en er volgen veel bezettingswisselingen. Na deze wisselingen bestaat de band naast Van der Meij uit drummer René van Collem (voormalig Doe Maar en Spargo), bassist Martin Warmer en toetsenist Rick Vrijman. In 1987 verschijnt het tweede volwaardige album Walk on the wire. Ook deze wordt goed ontvangen. René van Collem vertrekt uit de band en zijn plaats wordt ingenomen door Klaas Jonkmans.
In 1988 treedt Powerplay, weer met René van Collem als drummer, veelvuldig op als voorprogramma voor Golden Earring die bezig zijn met hun Greatest Hits-tournee. In 1989 vertrekt Van der Meij met drummer Edwin Delano en bassist Ivo Severijns naar Canada om op te treden. Severijns komt uit de band Wow! en zal later bij Wild Romance gaan spelen. In 1992 verschijnt het door George Kooymans en John Sonneveld geproduceerde album Hypnotized. Severijns is inmiddels vervangen door Johnny Dooms.
Nadat Delano is opgevolgd door de nieuwe drummer Henri van Bergen verschijnt in 1994 het album So hard to break a bad habit. Ondanks goede kritieken valt de verkoop tegen. Ook op dit album zijn de invloeden van Van der Meij goed te horen (The Beatles, The Rolling Stones etc.). De van dit album verschenen singles Anytime en Can't say no breken geen glazen.
Na een lange stilte neemt Powerplay in 2002 een 'live unplugged' cd op in de New Road Studio te Wijchen. Inmiddels bestaat de band uit Van der Meij, Severijns en drummer Ramon Rambeaux. In 2009 gaat Powerplay weer het land door met de Dutch Rock Night. Daar doen ook o.a. New Adventures en Livin' Blues aan mee. Powerplay heeft in haar langdurige bestaan vele bezettingswisselingen gekend. Het laatste decennium kent de band echter een vaste samenstelling. Bassist is Ivo Severijns die bekend werd als lid van Herman Brood’s Wild Romance en ook enkele jaren deel uitmaakte van Kane. Drummer Ramon Rambeaux, eveneens voormalig Wild Romance, maakt de ritmesectie van Powerplay compleet.

## Discografie
- Albums
  - 1982 - Avanti - hitnotering 17-4-1982, Albumlijst, 8 weken, plaats 13
  - 1983 - Noises & Voices
  - 1987 - Walk On The Wire
  - 1992 - Hypnotized
  - 1994 - So Hard To Break A Bad Habit
  - 2002 - Welcome home (unplugged)
  - 2013 - Radio Harlem

- Singles
  - 1981 - Love Can Break Your Heart - hitnotering 9-5-1981, Top 40, 3 weken, plaats 39
  - 1981 - Sailing For You
  - 1982 - Make It Alone - hitnotering 24-4-1982, Top 40, 4 weken, plaats 33
  - 1982 - Waste Of Time
  - 1983 - I Am Falling
  - 1983 - Magic - hitnotering 12-3-1983, Top 40, 3 weken, plaats 31
  - 1984 - Can't Stand It
  - 1985 - One Summernight (NOS Steunplaat 19 augustus 1985)
  - 1986 - Christine
  - 1987 - Even in the darkest night
  - 1987 - I don't really wanna know
  - 1987 - The sound of music
  - 1992 - Rosie
  - 1992 - Two worlds, two hearts
  - 1994 - Anytime
  - 1994 - Can't Say No
  - 1995 - Why Don't We Do It In The Road